# Havárie

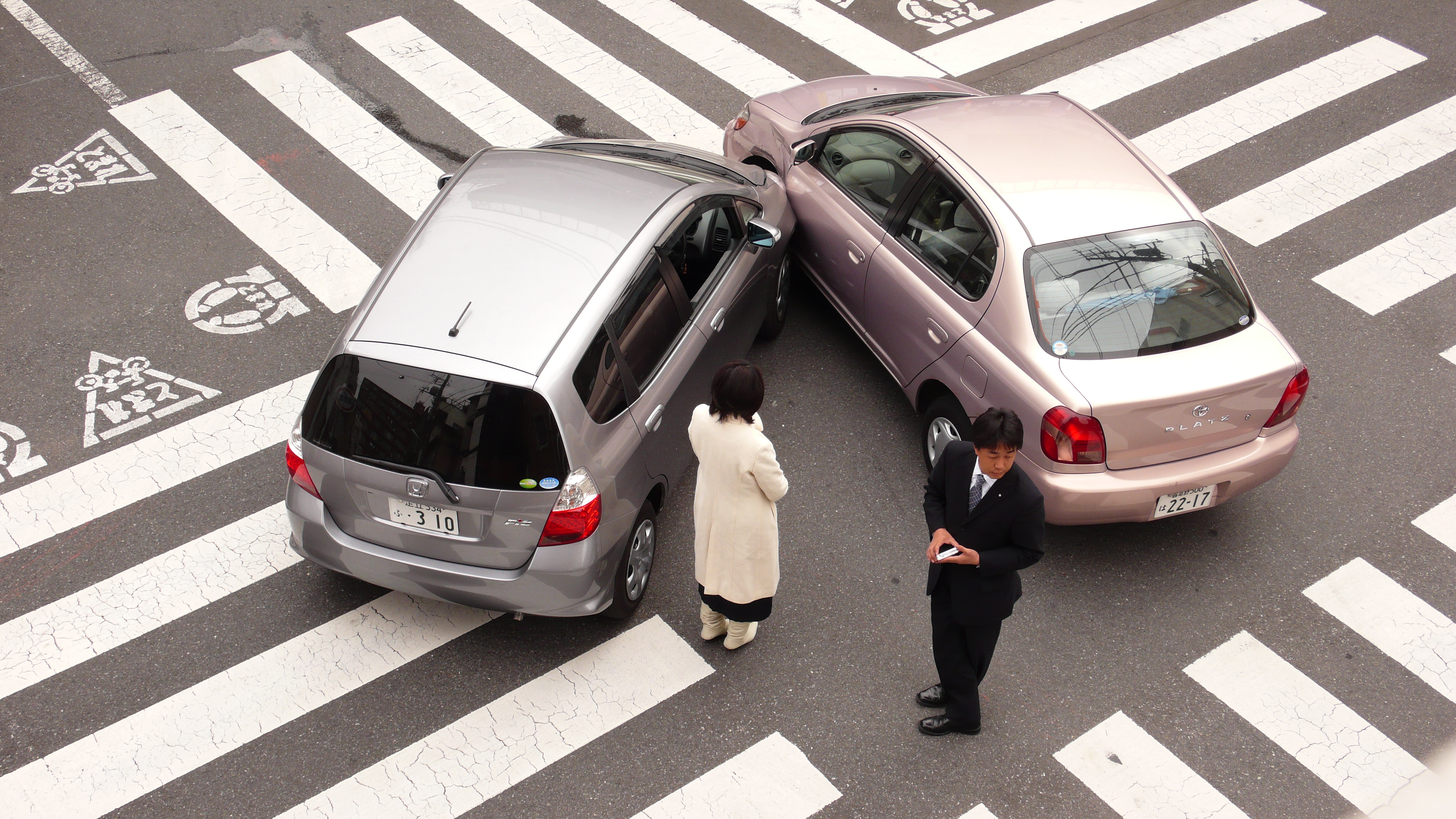
Dopravní nehoda

Havárie je mimořádná událost, respektive člověkem zapříčiněná[zdroj⁠?!] nehoda či katastrofa, jež vedla ke zničení nebo poškození nějakého stroje, důležitého přístroje, budovy, technologického celku, lidského zdraví či života, k rozsáhlým ekologickým nebo hospodářským škodám apod.
Zvláštním případem havárie je požár.[zdroj⁠?!]
Mezi havárie nepatří katastrofy způsobené přírodními silami a živly typu přírodních povodní, zemětřesení, tsunami, vichřic, tornád, sesuvů půdy, sněhových lavin, sopečných erupcí, kamenných lavin, přírodních požárů apod.[zdroj⁠?!]

## Rozdělení havárií

### Dopravní nehody
- u motorových vozidel hovoříme nejčastěji o autonehodě (což je vůbec nejčastější typ dopravní nehody)
- u plavidel se může jednat o ztroskotání lodi, o její potopení, o srážku s jiným plavidlem, o požár na palubě apod. (viz Nehoda na vodní cestě)
- u letadel hovoříme o letecké katastrofě, často spojené s pádem letadla a jeho totální destrukcí. Viz též Letecká nehoda.
- v kolejové dopravě je pozornost věnována zejména železničním neštěstím a jiným závažným nehodám, například srážkám tramvají, požáru vlaku (například požár lanovky v Kaprunu) atd. Viz též Nehoda v drážní dopravě.
- u visutých lanovek, výtahů, eskalátorů a jiných dopravních zařízení, zejména zdvihacích, mívá nejtragičtější následky utržení a pád.

### Průmyslové havárie, příklady
- výbuch muniční továrny
- požár v chemické továrně
- havárie jaderného zařízení
- prasklý vodovod, plynovod, parovod, ropovod, teplovod atd.
- popadané sloupy elektrorozvodné sítě

### Ostatní havárie, příklady
- pád výtahu v obytném domě
- prasklý vodovodní rozvod v bytě

### Ekologické havárie
Jedná se o takové dopravní či průmyslové havárie, které způsobí velké škody na životním prostředí, přírodě nebo na zdraví většího množství lidí apod. - např.:
- výbuch jaderného reaktoru
- únik velkého množství jedovatých látek do ovzduší
- otrava ryb v řece (či v jiné vodoteči) únikem toxických látek z chemické či zemědělské výroby
- havárie ropných tankerů na moři spojená s únikem velkého množství ropy do moře